# Atletica leggera ai Giochi della XXVI Olimpiade - 400 metri piani maschili

Video delle Semifinali

Video della Finale

I 400 metri piani hanno fatto parte del programma di atletica leggera maschile ai Giochi della XXVI Olimpiade. La competizione si è svolta nei giorni 26-29 luglio 1996 allo Stadio Olimpico del Centenario di Atlanta.

## Presenze ed assenze dei campioni in carica
| Competizione         | Atleta            | Prestazione | Atlanta 1996 |
| -------------------- | ----------------- | ----------- | ------------ |
| Olimpiadi 1992       | Quincy Watts      | 43”50       | 7° ai Trials |
| Commonwealth 1994    | Charles Gitonga   | 45”00       | Presente     |
| Goodwill Games 1994  | Quincy Watts      | 45”21       | 7° ai Trials |
| Europei 1994         | Du'aine Ladejo    | 45”09       | Presente     |
| Coppa del mondo 1994 | Antonio Pettigrew | 45”26       | Non qual.    |
| Asiatici 1994        | Ibrahim I. Muftah | 45”48       | Presente     |
| Panamericani 1995    | Norberto Téllez   | 45”38       | Assente      |
| Africani 1995        | Samson Kitur      | 44”36       | Presente     |
| Mondiali 1995        | Michael Johnson   | 43”39       | Presente     |
|                      |                   |             |              |
| Mondiali junior 1992 | Deon Minor        | 45”75       | Non qual.    |

## La gara
Alvin Harrison si mette in mostra correndo in 44"69 la sua batteria.

Tutti i migliori passano i Quarti; il miglior tempo è di Michael Johnson con 44"62.

La prima semifinale è vinta da Roger Black, il campione europeo, in 44"69. Escono due protagonisti: Samson Kitur, bronzo a Barcellona, che è solo quinto; Harry Reynold, che si infortuna al tendine del ginocchio mentre percorre la prima curva ed è costretto al ritiro. Nella seconda semifinale Johnson vince in 44"59.
Finale: Michael Johnson viene da una serie di 54 vittorie consecutive nelle finali di specialità: è imbattuto dal 1989. Non si lascia scappare la 55ª, che vince di autorità, stabilendo anche per un centesimo il nuovo record olimpico. Il suo margine di 0"92 sulla medaglia d'argento, Roger Black, è il più ampio della storia olimpica.

Davis Kamoga conquista il bronzo rimontando Alvin Harrison.
Davis Kamoga vince per l'Uganda la seconda medaglia olimpica dopo quella, storica, di John Akii-Bua del 1972.

La Gran Bretagna conquista con Roger Black una medaglia sui 400 metri piani dopo 60 anni.

## Risultati

### Turni eliminatori
| 8 Batterie         | 26 luglio | 64 partenti   | Si qualificano i primi 3 + gli 8 migliori tempi. |
| 4 Quarti di finale | 27 luglio | 8 + 8 + 8 + 8 | Si qualificano i primi 4.                        |
| 2 Semifinali       | 28 luglio | 8 + 8         | Si qualificano i primi 4.                        |
| Finale             | 29 luglio | 8 concorrenti |                                                  |

### Finale
| Primatista mondiale   | 43"29 | Harry Reynolds  | Presente |
| Primatista stagionale | 43"66 | Michael Johnson | Presente |

1. ↑  Record stabilito nel 1988.
2. ↑  Stabilito il 3 luglio.

| Pos | Paese       | Atleta          | Tempo    |
| --- | ----------- | --------------- | -------- |
|     | Stati Uniti | Michael Johnson | 43"49    |
|     | Regno Unito | Roger Black     | 44"41    |
|     | Uganda      | Davis Kamoga    | 44"53    |
| 4   | Stati Uniti | Alvin Harrison  | 44"62    |
| 5   | Regno Unito | Iwan Thomas     | 44"70    |
| 6   | Giamaica    | Roxbert Martin  | 44"83    |
| 7   | Giamaica    | Davian Clarke   | 44"99    |
| 8   | Qatar       | Ibrahim Ismail  | Ritirato |